# Sabrina Online
Sabrina Online – amerykański komiks internetowy, opowiadający historie osadzone w świecie antropomorficznych zwierząt, w którym główną bohaterką jest skunksica Sabrina z uwielbieniem do komputerów typu Amiga.

## Fabuła
Historyjka zaczyna się, kiedy Sabrina poszukuje na targach komputerowych działu, w którym może zamówić połączenie internetowe dla swej Amigi. Wkrótce potem rozwija się również kolejny wątek związany z jej współlokatorką – Amie (w oryginale Amy), która w okolicznościach „mogących przytrafić się każdemu” spotyka (pół)wilka Thomasa, i w szybkim tempie się zakochują. Niedługo potem dochodzi sprawa jej zajścia w ciążę.

## Bohaterowie
- Sabrina – główna bohaterka, gatunku skunks, nosi okulary, spodnie sprawiające wrażenie, jakby chodziła bez nich, uwielbia komputery typu Amiga, zna się na grafice komputerowej, na początku historii chodzi do college'u.
- Amy – współlokatorka Sabriny. Rasy wiewiórka, szybko od rozpoczęcia historyjki spotyka Thomasa i się w nim zakochuje, a niedługo potem także zachodzi z nim w ciążę.
- Thomas – (pół)wilk, który spotyka Amy wkrótce po rozpoczęciu historyjki. Po pewnym czasie staje się dodatkowym współlokatorem Sabriny. Doprowadza Amy do zajścia w ciążę.
- Carly – spotkana w Internecie przez Sabrinę dziewczyna rasy szynszyla. Lubi przesiadywać z Sabriną na IRC'u. Lubi też dużo pisać. Nosi okulary.
- Zig Zag – spotykana w późniejszej części historyjki właścicielka studia pornograficznego. Staje się pracodawczynią Sabriny. Ma raczej niecodzienne zainteresowania.
- Tabitha – młodsza siostra Sabriny. Pojawia się regularnie w historyjce, zazwyczaj podstępem wciśnięta Sabrinie do opieki przez jej matkę.
- Tajemniczy Wielbiciel – okryta tajemnicą persona, starająca się nawiązać kontakt z Sabriną.